# Prescott Automobile Manufacturing Company
Prescott Automobile Manufacturing Company war ein US-amerikanischer Hersteller von Automobilen.

## Unternehmensgeschichte
Das Unternehmen wurde 1901 gegründet. Der Sitz war in New York City und das Werk in Passaic in New Jersey. Im gleichen Jahr begann die Produktion von Automobilen. Der Markenname lautete Prescott. 1905 endete die Produktion. A. L. Prescott war Präsident, zumindest im Jahr der Auflösung.

## Fahrzeuge
Im Angebot standen Dampfwagen. Sie hatten einen Dampfmotor mit zwei Zylindern und 7,5 PS Leistung. Er trieb über eine Kette die Hinterachse an. Das Fahrgestell hatte 173 cm Radstand. Besonderheit war eine mit Dampf betriebene Luftpumpe zum Aufpumpen der Reifen.
Von 1901 bis 1902 gab es das Model No. 1. Der Aufbau war ein offener Runabout.
Von 1903 bis 1905 ist keine Modellbezeichnung mehr überliefert. Zum Zweisitzer kam ein viersitziger Runabout dazu, der vorne eine ausklappbare Sitzbank hatte, sowie ein Open-Top Runabout und ein Victoria-Top Runabout.

## Modellübersicht
| Jahr      | Modell      | Zylinder | Leistung (PS) | Radstand (cm) | Aufbau                                                                   |
| --------- | ----------- | -------- | ------------- | ------------- | ------------------------------------------------------------------------ |
| 1901–1902 | Model No. 1 | 2        | 7,5           | 173           | Runabout                                                                 |
| 1903–1905 |             | 2        | 7,5           | 173           | Runabout 2-sitzig und 4-sitzig, Open-Top Runabout, Victoria-Top Runabout |